# Leskeodon auratus
Leskeodon auratus är en bladmossart som beskrevs av Brotherus 1907. Leskeodon auratus ingår i släktet Leskeodon och familjen Daltoniaceae. Inga underarter finns listade i Catalogue of Life.